# Amphilestidae
Los anfiléstidos (Amphilestidae) son una familia extinta de mamíferos eutriconodontos conocidos desde el Jurásico Medio al Cretácico Inferior. Todos los hallazgos fósiles han tenido lugar en el Hemisferio Norte.
Son los eutriconodontos más antiguos que se conocen, y aunque desde los primeros trabajos en los que se citan, las relaciones entre los distintos géneros y especies han sido modificadas notablemente, es una de las familias del orden Eutriconodonta con mayor diversidad y área de distribución geográfica.
No obstante, algunos estudios indican que en sentido estricto, sólo los géneros Amphilestes y Phascolotherium deberían estar incluidos.
La cúspide central de los molares, que de forma característica en los eutriconodontos suele alcanzar mayor desarrollo que las otras dos, asiste en las especies de esta familia a una mayor desproporción volumétrica. Esta circunstancia se da también en los jeholodéntidos.

## Filogenia
Cladograma:
```
    ===0 
Eutriconodonta
 
Kermack & al., 1973
 - 
eutriconodontos (†)

       |--o Amphilestidae 
Osborn, 1888
 - 
anfiléstidos (†)

       |  |-o 
Kemchugia
 
Averianov & al., 2005
 - 
(†)

       |  | `-- 
Kemchugia magna
 
Averianov & al., 2005
 - 
(†)

       |  |-o 
Liaotherium
 
Zhou & al., 1991
 - 
(†)

       |  | `-- 
Liaotherium gracile
 
Zhou & al., 1991
 - 
(†)

       |  `--o Amphilestinae 
(Osborn, 1888)
 - 
anfilestinos (†)

       |     |-o 
Amphilestes
 
Owen, 1845
 - 
(†)

       |     | `-- 
Amphilestes broderipii
 
Owen, 1845
 - 
(†)

       |     |-o 
Aploconodon
 
Simpson, 1925
 - 
(†)

       |     | `-- 
Aploconodon comoensis
 
Simpson, 1925
 - 
(†)

       |     |-o 
Comodon
 
(Simpson, 1925)
 - 
(†)

       |     | `-- 
Comodon gidleyi
 
(Simpson, 1925)
 - 
(†)

       |     |-o 
Hakusanodon
 
Rougier & al., 2007
 - 
(†)

       |     | `-- 
Hakusanodon archaeus
 
Rougier & al., 2007
 - 
(†)

       |     |-o 
Paikasigudodon
 
(Prasad & Manhas, 1997)
 - 
(†)

       |     | `-- 
Paikasigudodon yadagirii
 
(Prasad & Manhas, 1997)
 - 
(†)

       |     |-o 
Phascolotherium
 
Broderip, 1828
 - 
(†)

       |     | `-- 
Phascolotherium bucklandi
 
Broderip, 1828
 - 
(†)

       |     |-o 
Tendagurodon
 
Heinrich, 1998
 - 
(†)

       |     | `-- 
Tendagurodon janenschi
 
Heinrich, 1998
 - 
(†)

       |     `-o 
Triconolestes
 
Engelmann & Callison, 1998
 - 
(†)

       |       `-- 
Triconolestes curvicuspis
 
Engelmann & Callison, 1998
 - 
(†)

       |--> 
Gobiconodontidae
 
(Chow & Rich, 1984)
 - 
gobiconodóntidos (†)

       |--> 
Jeholodentidae
 
Luo & al., 2007
 - 
jeholodéntidos (†)

       |--> 
Klameliidae
 
Martin & Averianov, 2007
 - 
klamélidos (†)

       `--> 
Triconodontidae
 
Marsh, 1887
 - 
triconodóntidos (†)
```